# Стадион Окжептес
[
Стадион Окжептес је фудбалски стадион у граду Кокшетау, Казахстан. Тренутно се користи за фудбалске утакмице и домаћи је стадион Окжептес. Отворен је 1955. године под називом Торпедо.